# Успенская улица (Одесса)
Улица Успенская — улица в историчесском центре Одессы, от Лидерсовского бульвара в районе парка Шевченко до пересечения с улицами Тираспольской и Дегтярной.

## История
Современное название получила ещё в 1820 году, по Собору Успения Богородицы, маленькая старообрядческая церковь Успения Богородицы на Преображенской улице известна с 1814 года, в 1840-х годах её начали перестраивать в большой храм. По имени храма свои названия получили проходившие рядом улица и переулок.
В 1860-х годах появляется другое название — Михайловская, присутствующее исключительно в печати и использующееся скорее неофициально, поскольку официально Михайловской тогда называлась другая улица — Маразлиевская. Такое название улица получила по Свято-Михайловскому монастырю, занимавшему квартал у пересечения современных Успенской и Маразлиевской улиц. Фактически название Михайловская применяли только к участку Успенской улицы, прилегающей к монастырю.
С установлением Советской власти улица была названа в честь советского дипломата — Чичерина. Такое название улица носила с 1923 по 1941 год. С приходом румынских властей улица была названа в честь румынского военного и государственного деятеля Антонеску. После освобождения города, в 1945 году, имя Чичерина было возвращено.
В 1994 году, с обретением Украиной независимости, историческое название улицы было возвращено.

## Достопримечательности

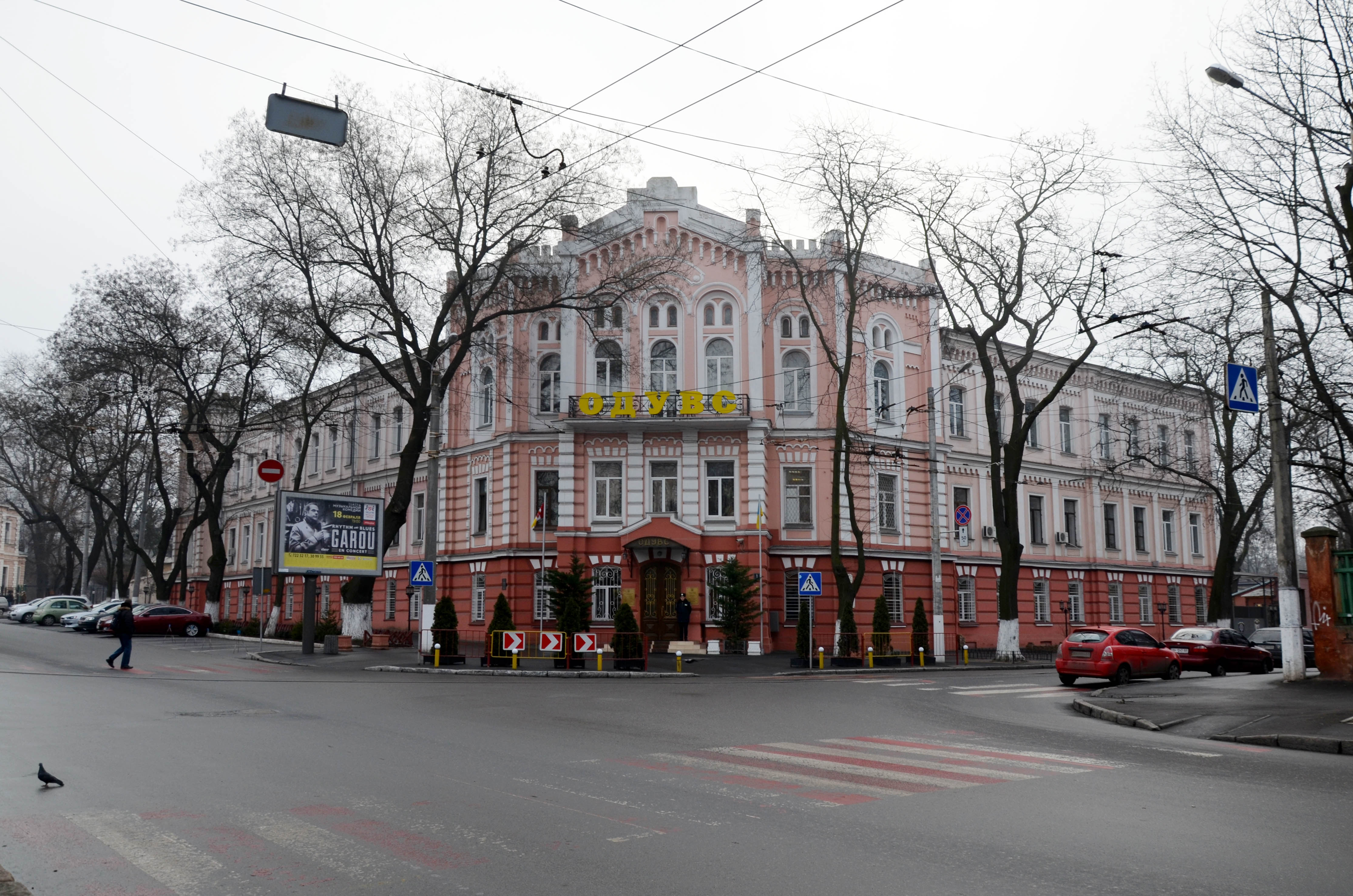
д. 1

д. 1 — Одесский государственный университет внутренних дел. Ранее здание занимала Одесская школа милиции; в 1938—1941 годах — Одесская артиллерийская школа № 16; в XIX веке — 3-я мужская гимназия (архитектор В. Ф. Маас).

## Известные жители
д. 127 — Исаак Гроссман (1892—1977) — известнейший одесский футбольный болельщик.